# 사포항 (남해군)
사포항(沙浦港)은 경상남도 남해군 창선면 광천리, 사포마을 인근에 있는 어항이다. 2002년 8월 6일 어촌정주어항으로 지정하여 관리하고 있다. 시설관리자는 남해군수이다.

## 어항 연혁
- 마을앞 바닷가에 모래가 많았다는 뜻에서 사포(沙浦)라 불리고 있다.

## 어항 시설
- 선착장 L=210m, B=5.5m, 호안 L=85, B=5.0m

## 주요 어종
- 도다리, 노래미, 바지락, 볼락 등